# Bijeli Ernz
Bijeli Ernz (luks. Wäiss Iernz, fra. Ernz blanche, njem. Weiße Ernz) je rijeka koja teče kroz Luksemburg, ulijeva se u Sauer kod Reisdorfa. Protječe kroz gradove Larochette, Medernach i Ermsdorf. U dolini rijeke se nalazi par dvoraca-blizanaca iz 14. stoljeća pod nazivom Dvorac Larochette.

## Vanjske poveznice
|  | Zajednički poslužitelj ima još gradiva o temi Bijeli Ernz |